# Sagina hochstetteri
Sagina hochstetteri är en nejlikväxtart som beskrevs av Heinrich Wilhelm Reichardt. Sagina hochstetteri ingår i släktet smalnarvar, och familjen nejlikväxter. Inga underarter finns listade i Catalogue of Life.